# 延徳
延徳（、旧字体：延󠄂德）は、日本の元号の一つ。長享の後、明応の前。1489年から1492年までの期間を指す。この時代の天皇は後土御門天皇。室町幕府将軍は足利義材。

## 改元
- 長享3年8月21日（ユリウス暦1489年9月16日） 改元
- 延徳4年7月19日（ユリウス暦1492年8月12日） 明応に改元

## 延徳期におきた出来事
- 元年2月23日（1489年） - 銀閣（東山山荘・慈照寺）の上棟式。
- 元年11月（1489年） - 私部城で毛利次郎が討死・矢部館に逃れた矢部定利、山名政実らも山名豊時の軍勢に囲まれ、自刃。（第2次毛利次郎の乱）

### 出生
- 元年（1489年） - 細川澄元、武将（永正17年死去）
- 元年（1489年） - 細川澄之、細川政元の養子（永正4年死去）
- 3年（1491年） - 長野業正、武将、箕輪城の城主

### 死去
- 2年1月7日（1490年1月27日） - 足利義政、室町幕府8代将軍（永享8年出生）
- 2年12月18日（1491年1月21日） - 畠山義就、武将（永享9年出生）
- 3年1月7日（1491年2月15日） - 足利義視、足利義政の弟（永享11年出生）
- 3年4月3日（1491年5月11日） - 足利政知、堀越公方、足利義政の兄（永享7年出生）

## 西暦との対照表
※は小の月を示す。
| 延徳元年（己酉） | 一月      | 二月※ | 三月 | 四月※ | 五月  | 六月※ | 七月  | 八月※ | 九月※   | 十月  | 十一月※ | 十二月  |           |
| ---------------- | --------- | ----- | ---- | ----- | ----- | ----- | ----- | ----- | ------- | ----- | ------- | ------- | --------- |
| ユリウス暦       | 1489/2/1  | 3/3   | 4/1  | 5/1   | 5/30  | 6/29  | 7/28  | 8/27  | 9/25    | 10/24 | 11/23   | 12/22   |           |
| 延徳二年（庚戌） | 一月      | 二月※ | 三月 | 四月  | 五月※ | 六月  | 七月※ | 八月  | 閏八月※ | 九月  | 十月※   | 十一月※ | 十二月    |
| ユリウス暦       | 1490/1/21 | 2/20  | 3/21 | 4/20  | 5/20  | 6/18  | 7/18  | 8/16  | 9/15    | 10/14 | 11/13   | 12/12   | 1491/1/10 |
| 延徳三年（辛亥） | 一月      | 二月※ | 三月 | 四月※ | 五月  | 六月  | 七月※ | 八月  | 九月※   | 十月  | 十一月※ | 十二月  |           |
| ユリウス暦       | 1491/2/9  | 3/11  | 4/9  | 5/9   | 6/7   | 7/7   | 8/6   | 9/4   | 10/4    | 11/2  | 12/2    | 12/31   |           |
| 延徳四年（壬子） | 一月※     | 二月※ | 三月 | 四月※ | 五月  | 六月  | 七月※ | 八月  | 九月    | 十月※ | 十一月  | 十二月※ |           |
| ユリウス暦       | 1492/1/30 | 2/28  | 3/28 | 4/27  | 5/26  | 6/25  | 7/25  | 8/23  | 9/22    | 10/22 | 11/20   | 12/20   |           |